# Toivo Hörkkö
Toivo Hörkkö (* 23. Oktober 1898 in Sankt Petersburg; † 18. Dezember 1975 in Lappeenranta) war ein finnischer Radrennfahrer.

## Sportliche Laufbahn
Hörkkö war im Straßenradsport aktiv. Er war Teilnehmer der Olympischen Sommerspiele 1924 in Paris. Im olympischen Straßenrennen belegte er den 56. Platz. In der Mannschaftswertung kam das finnische Team mit Toivo Hörkkö auf den 13. Platz.